# Neuhammer (Dammbach)
Neuhammer ist ein Gemeindeteil der Gemeinde Dammbach im unterfränkischen Landkreis Aschaffenburg in Bayern.

## Geographie
Der Weiler Neuhammer liegt auf 195 m ü. NHN im unteren Dammbachtal an einem Seitenarm der Elsava zwischen Heimbuchenthal und Hobbach. Durch den Ort führt die Staatsstraße 2317 nach Wintersbach. Westlich verläuft die Staatsstraße 2308. Die westlichen Gebäude stehen auf der Gemarkung von Hobbach. Nördlich von Neuhammer liegt der Weiler Höllhammer. Seit 1795 betrieb die aus dem Odenwald stammende Familie Rexroth mit dem Höllhammer ein Hammerwerk mit drei Wasserrädern. Die Eisenprodukte aus dem Höllhammer verkauften sich so gut, dass Georg Ludwig Rexroth ab 1812 ein Stück weit das Elsavatal abwärts den Neuhammer und auf dem Gestüt Lichtenau ein drittes Werk errichten ließ.